# Rafael Benet i Vancells
Rafael Benet i Vancells (Terrassa, 2 de juny de 1889 - Barcelona, 16 de gener de 1979) va ser un pintor, crític d'art i historiador de l'art català.

## Biografia
Es formà a Terrassa prop del seu oncle, el pintor paisatgista Joaquim Vancells, i posteriorment a Barcelona, a l'Escola d'Art de Francesc d'A. Galí (1908-1912). Des de 1910 fou membre del Cercle Artístic de Sant Lluc (que presidiria els anys 1928-1930) i un dels impulsors del Gremi d'Artistes de Terrassa (1914-1918). El 1916 feu una exposició individual a les Galeries Laietanes presentant-hi obres d'estètica noucentista. Seguidament assumí la influència de Cézanne, palesa en les obres que presentà a les exposicions d'art organitzades per l'Ajuntament de Barcelona a partir de 1918 formant part de l'Agrupació Courbet i de Les Arts i els Artistes.
L'adquisició per al Museu Nacional d'Art de Catalunya de La Pluja i Les Nogueres (1920 i 1921) significà el reconeixement de Benet com un dels protagonistes del relleu generacional que es produí en l'art català al voltant de 1917. Seguí una reeixida sèrie d'exposicions individuals iniciada el 1924 a la sala El Camarín de Barcelona i continuada posteriorment a la Sala Parés, fins al 1933. Hi predominaven els paisatges del Vallès, de Corbera de Llobregat, d'Olot i de Tossa de Mar.

### Les primeres publicacions
El 1922 publicà el seu primer llibre, una monografia sobre Joaquim Vayreda, patriarca de l'escola pictòrica olotina. Posteriorment va publicar petites monografies sobre Antoni Badrinas i Escudé, Jaume Guàrdia, Bosch Roger i Joan Rebull (1926 i 1931). Simultàniament exercí la crítica d'art als diaris El dia, de Terrassa, La Publicitat i La Veu de Catalunya. En aquest últim hi col·laborà regularment entre 1923 i 1936.
Els articles de Benet (signades, el 1929 i el 1930, amb el pseudònim Baiarola) a La Veu de Catalunya configuren una detallada crònica de la vida artística catalana durant els anys vint i trenta del segle xx. El 1925 assumí la direcció de la revista La Ciutat i la Casa, que el 1928 es fongué amb la Gaseta de les Arts, de la qual fou subdirector.
El mateix any 1925 viatjà a París arran de l'Exposició Internacional d'Arts Decoratives i Industrials Modernes i hi descobrí l'obra de Le Corbusier, que admirà i donà a conèixer a Catalunya.

### Tossa de Mar

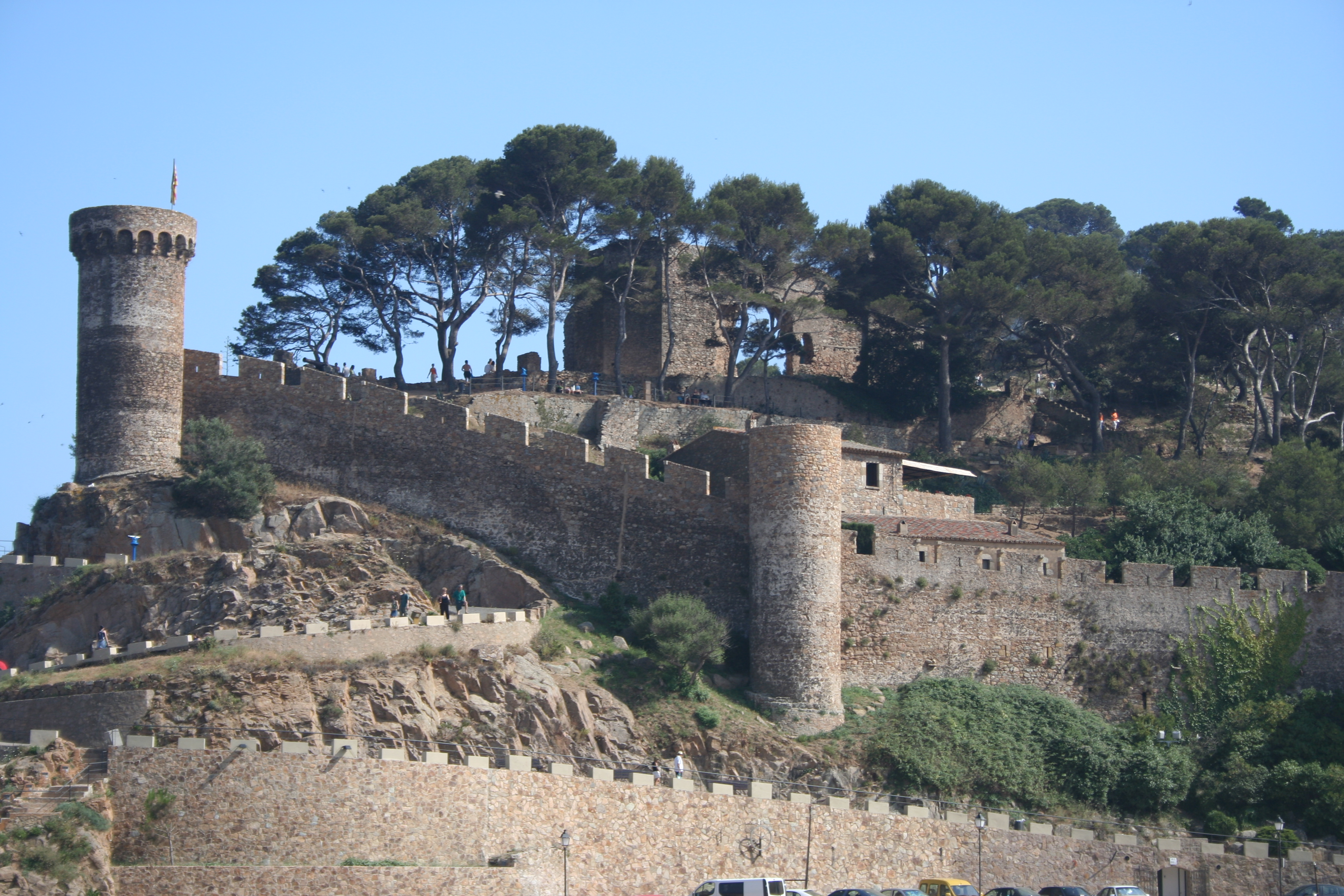
Castell de Tossa de Mar

El 1928 començà a freqüentar Tossa, esdevenint l'aglutinador de la colònia d'artistes locals i estrangers que estiuejava en aquesta localitat de la Costa Brava. En deixà constància al famós article Tossa, babel de les Arts que publicà a la revista Art l'any 1934. Fou així mateix impulsor del museu d'art contemporani de Tossa, inaugurat el 1935, i participà en l'organització de les Exposicions de Primavera organitzades per l'Ajuntament de Barcelona (1932 i 1935).
Arran de l'esclat de la Guerra Civil espanyola, el 1936, marxà del país i passà per la Catalunya Nord i per Bèlgica. Retornà a Barcelona el 1939.

### La postguerra
En la postguerra abandonà la crítica d'art i es concentrà en la redacció de monografies, considerades modèliques, sobre artistes que havia conegut o admirava com Manolo Hugué (1942), Darío de Regoyos (1945), Velázquez (1946), Isidre Nonell (1947), Antoni Viladomat (1947), Xavier Nogués (1949), Joaquim Vancells (1954) o Joaquim Sunyer (1975). Publicà així mateix síntesis sobre el futurisme i el dadaisme (1949), l'impressionisme (1953) i el simbolisme (1953) que en el seu moment assoliren un ressò important i que acrediten un coneixement de la pintura europea del seu temps molt superior al dels autors de monografies semblants.
Entre 1940 i 1952 realitzà nombroses exposicions individuals i trobà en la terrassa del Cafè d'en Biel de Tossa el tema més representatiu de tota la seva obra. A les obres de la sèrie del Cafè d'en Biel la inicial influència cezaniana és substituïda per un apropament a l'estètica dels nabis. El 1947 participà, a Madrid, al Salón de los Once, que inspirava Eugeni d'Ors.
El 1955 va rebre l'encàrrec de realitzar l'inventari del patrimoni artístic d'Andorra, que no va arribar a veure la llum. El 1964, en dirigir les obres de restauració del retaule de Sant Joan de Caselles (Canillo) va descobrir una majestat romànica d'estuc.

### Exposicions antològiques
El 1960 i el 1966 realitzà sengles exposicions de caràcter antològic a les galeries Syra de Barcelona. El 1964 la Direcció General de Belles Arts li organitzà, a Madrid, una exposició antològica. El 1969 ingressà com a acadèmic de número a la Reial Acadèmia Catalana de Belles Arts de Sant Jordi llegint-hi el discurs, El Ritme Universal, compendi del seu ideari estètic. Del 1969 al 1978 fou bibliotecari d'aquella corporació. Noves exposicions d'homenatge li foren dedicades els anys 1969-70 i, pòstumament, el 1979, 1997 i 2008. Fou oncle del també pintor Rafael Duran i Benet.

## La Fundació
La Fundació Rafael Benet, constituïda el 1989 per Jordi Benet, Simó Busom, Alícia Suàrez, Josep M. Cadena i Jacint Berenguer, vetlla per la seva memòria i promou monografies sobre el mateix Benet i la seva època, com la publicada el 1991 Un estudi sobre Rafael Benet d'Alícia Suàrez, alhora que ve editant una recopilació completa de les crítiques que Rafael Benet va escriure per a La Veu de Catalunya (volums publicats: 1926-1927, 1928-1929, 1930-1931, 1932-1933 i 1934-1936). També edita uns Quaderns Rafael Benet, adreçats a tots aquells que estan interessants en aprofundir sobre la seva obra pictòrica i historiogràfica, dels quals al 2024 se'n porten publicats 42 números.

## Obra
Es troben obres de Rafael Benet al Museu Nacional d'Art de Catalunya, al Museo Nacional Centro de Arte Reina Sofía de Madrid i als museus de Figueres, Montserrat, Olot, Terrassa, Tossa, Valls, El Vendrell i a la Biblioteca Museu Víctor Balaguer de Vilanova i la Geltrú. Així mateix, la Caixa d'Estalvis de Terrassa en posseeix una important col·lecció.